# Paid in Full (película)
Paid in Full es una película estadounidense de 2002, dirigida por Charles Stone III. Protagonizada por Wood Harris, Mekhi Phifer y Cam'ron.

## Sinopsis
Cansado de su vida modesta y de su trabajo en la lavandería, el adolescente Ace envidia a sus amigos Mitch y Calvin, quienes gracias a negocios turbios pueden permitirse una vida más cómoda y lujos de todo tipo. Cuando tiene la oportunidad, Ace acepta trabajar como traficante de drogas, atraído por los grandes beneficios obtenidos en poco tiempo. Sin embargo, la nueva vida de Ace inevitablemente afectará sus afectos y sus amigos, y cuando Ace, en medio de una crisis de conciencia, intente "salirse del círculo", se dará cuenta de que no es tan simple como pensaba.
"Paid In Full" se basa en la vida de Azie Faison (Ace), Rich Porter (Mitch) y Alpo Martinez (Rico), tres de los mayores concesionarios de Harlem de los 80.

## Reparto
- Wood Harris - Ace
- Mekhi Phifer - Mitch
- Kevin Carroll - Calvin
- Esai Morales - Lulu
- Chi McBride - Pip
- Cam'ron - Rico
- Remo Greene - Sonny
- Cynthia Martells - Dora
- Elise Neal - June
- Regina Hall - Kiesha
- Ron Cephas Jones - Ice